# Sarcococca hookeriana
Sarcococca hookeriana är en buxbomsväxtart som beskrevs av Henri Ernest Baillon. Sarcococca hookeriana ingår i släktet Sarcococca och familjen buxbomsväxter. Utöver nominatformen finns också underarten S. h. digyna.

## Bildgalleri

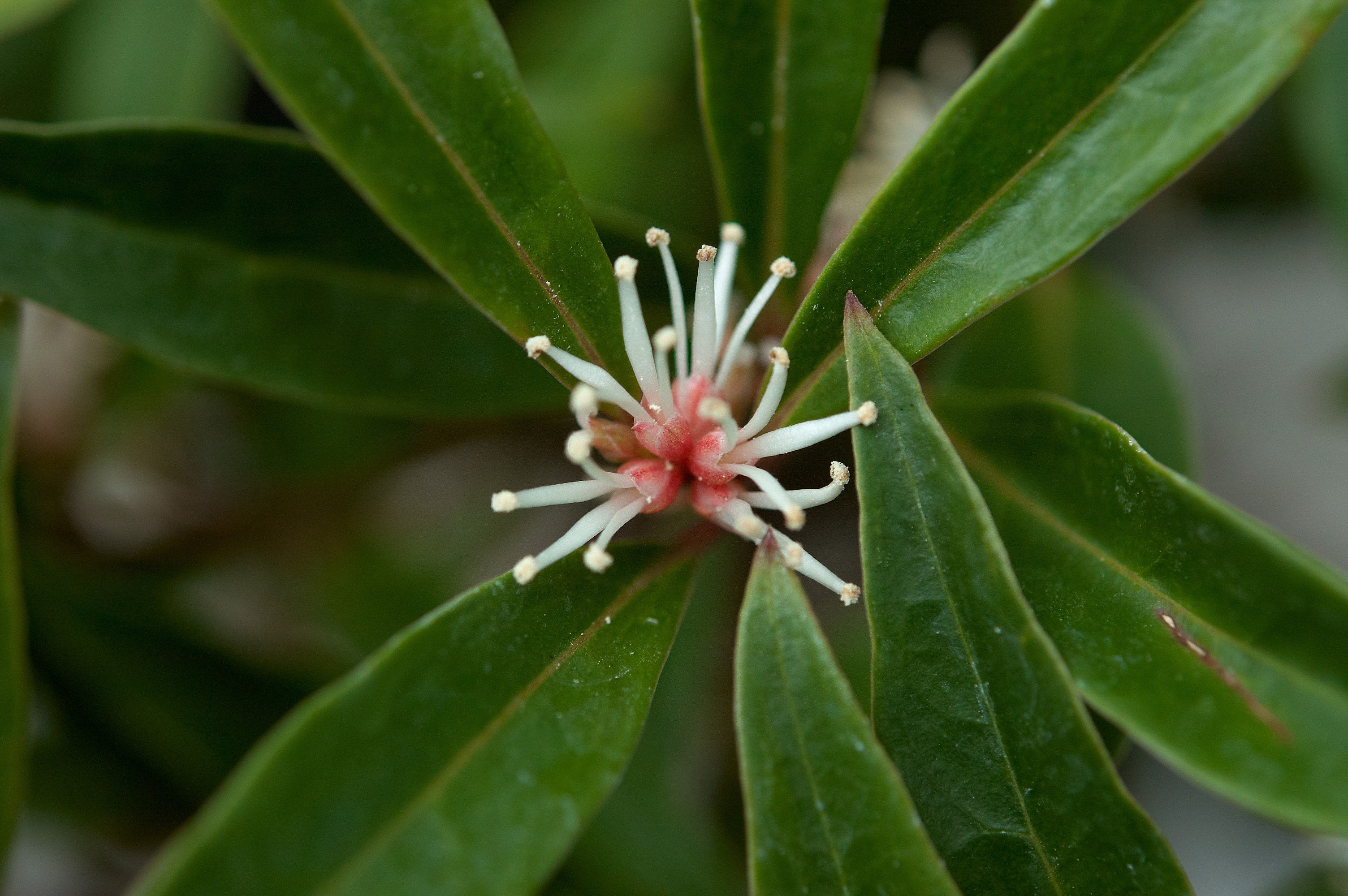
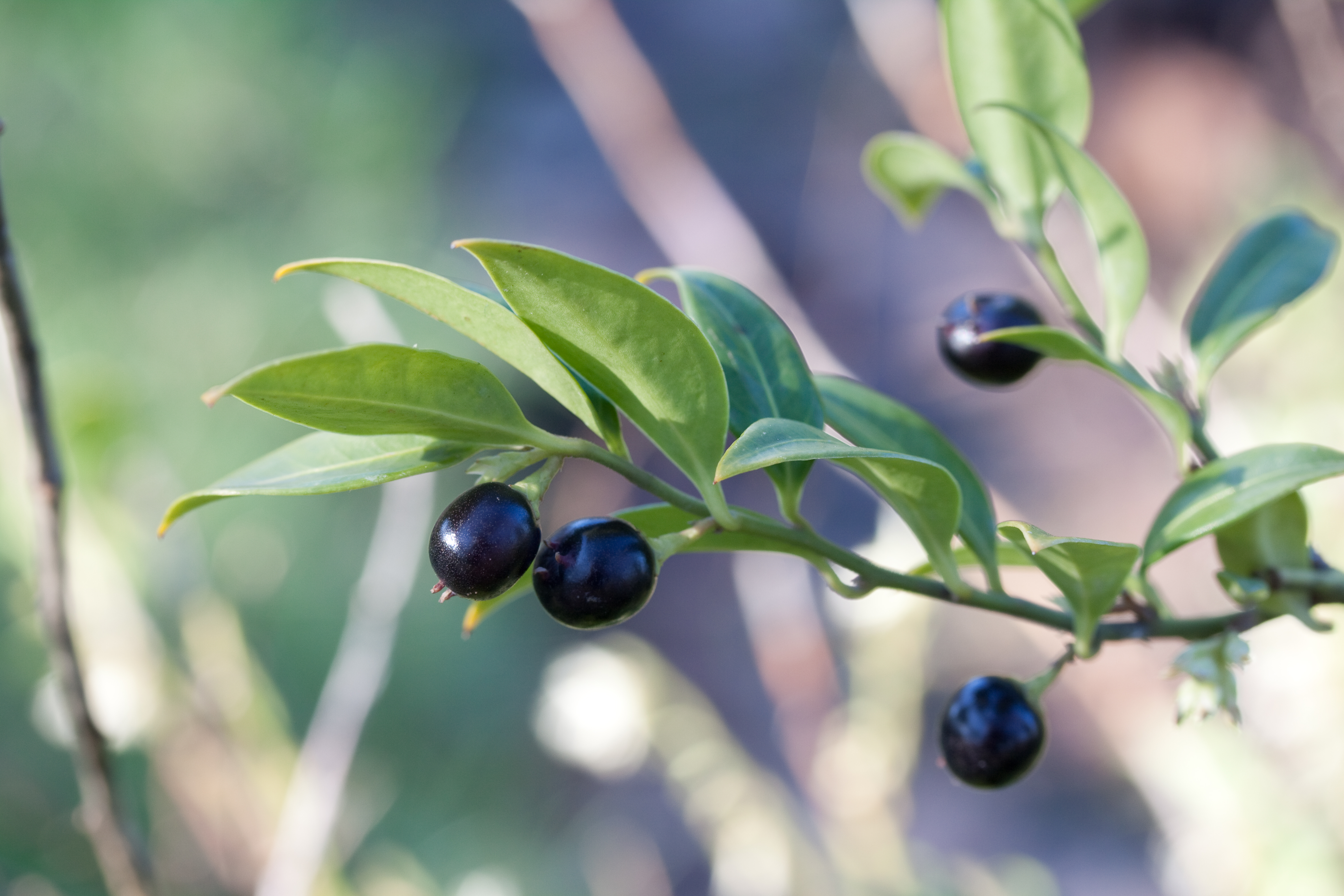
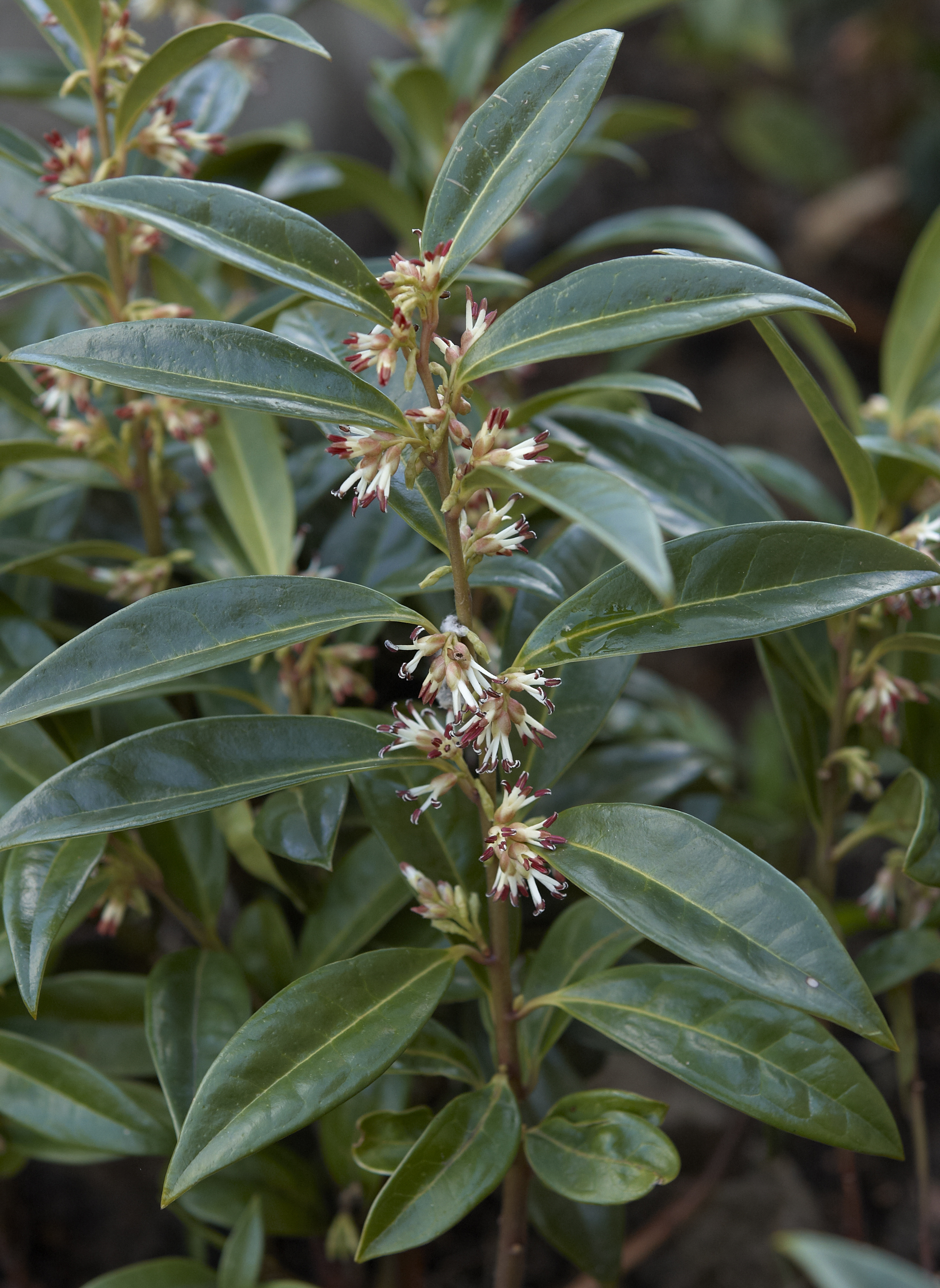
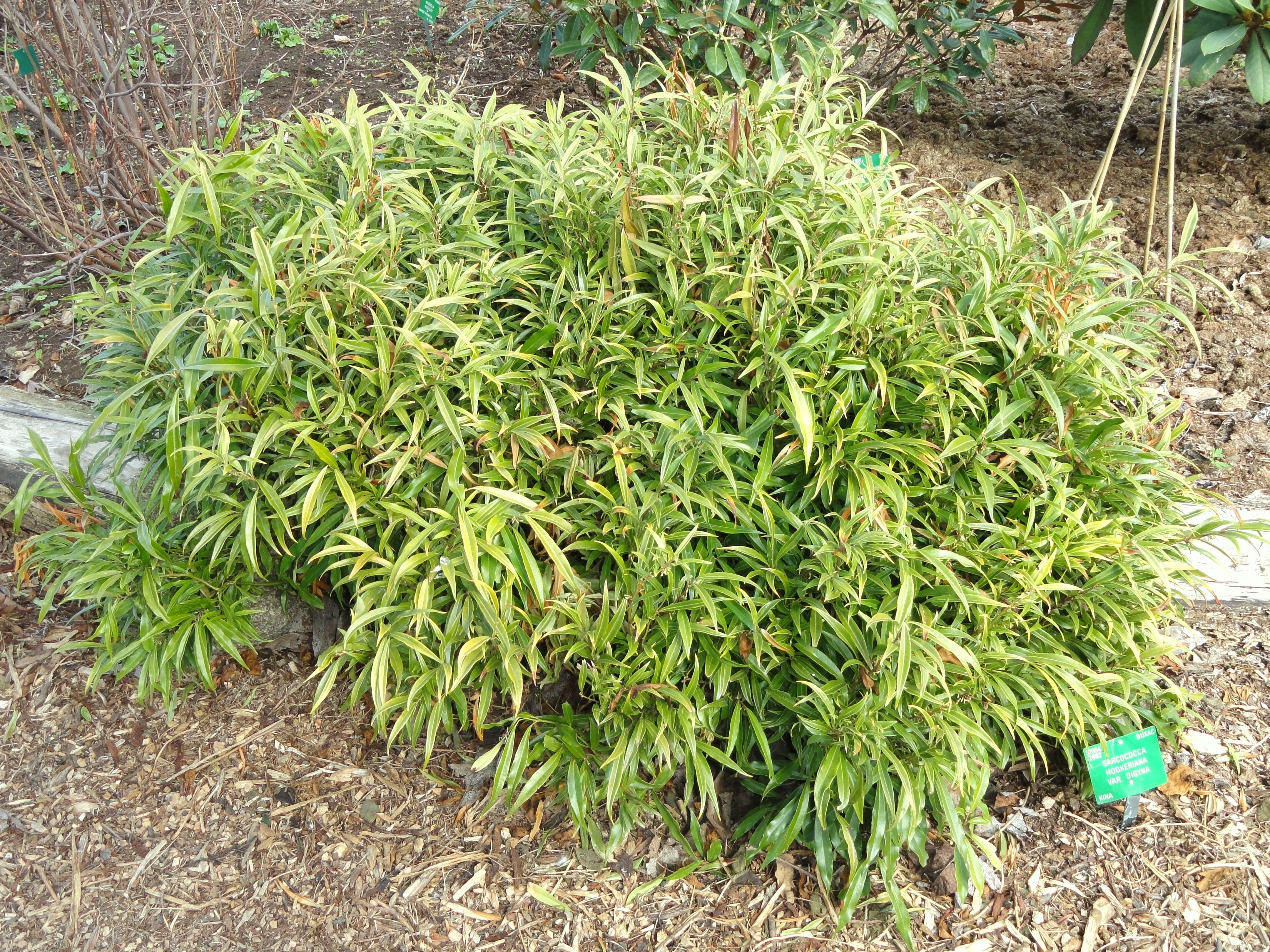
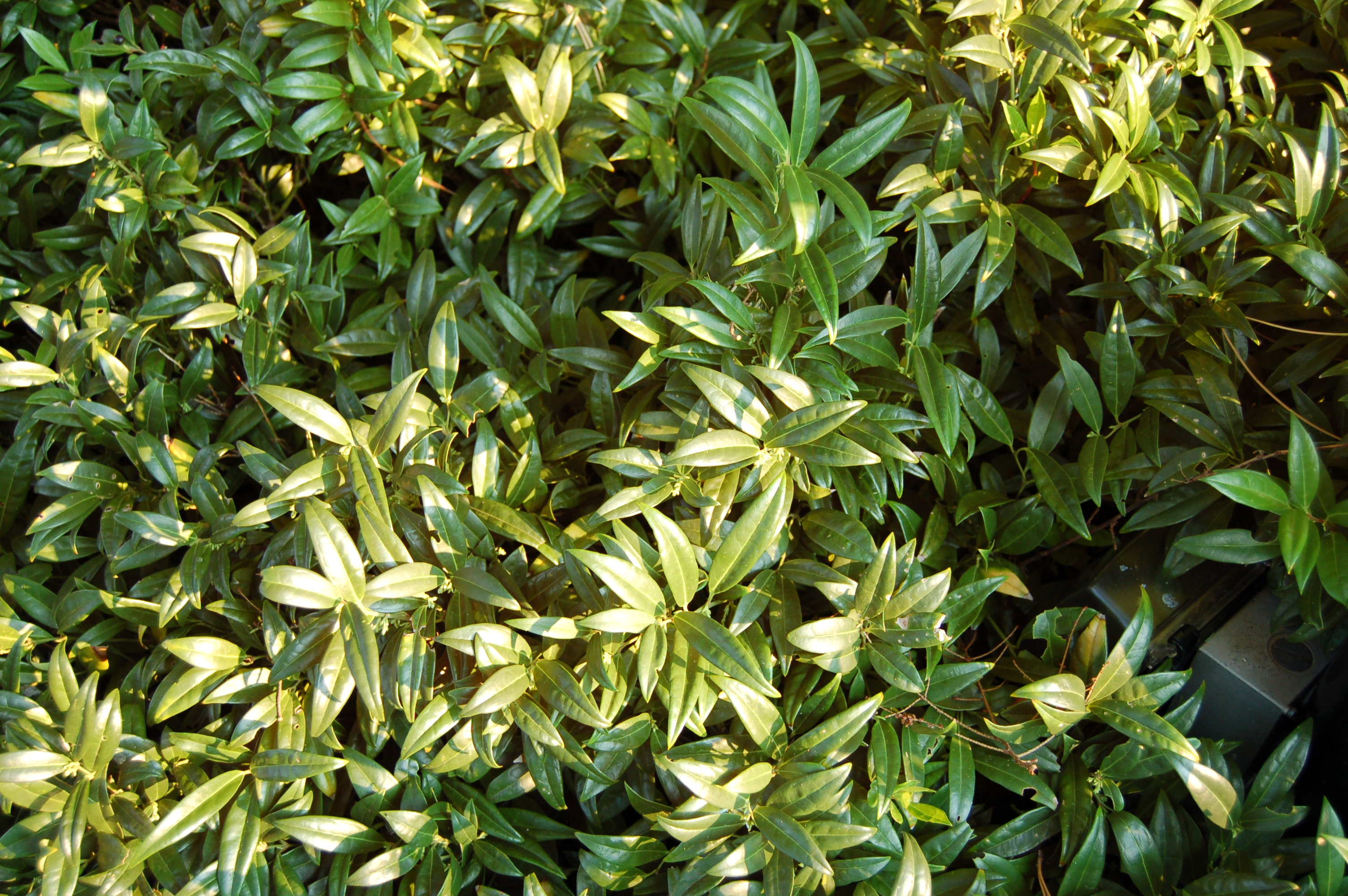
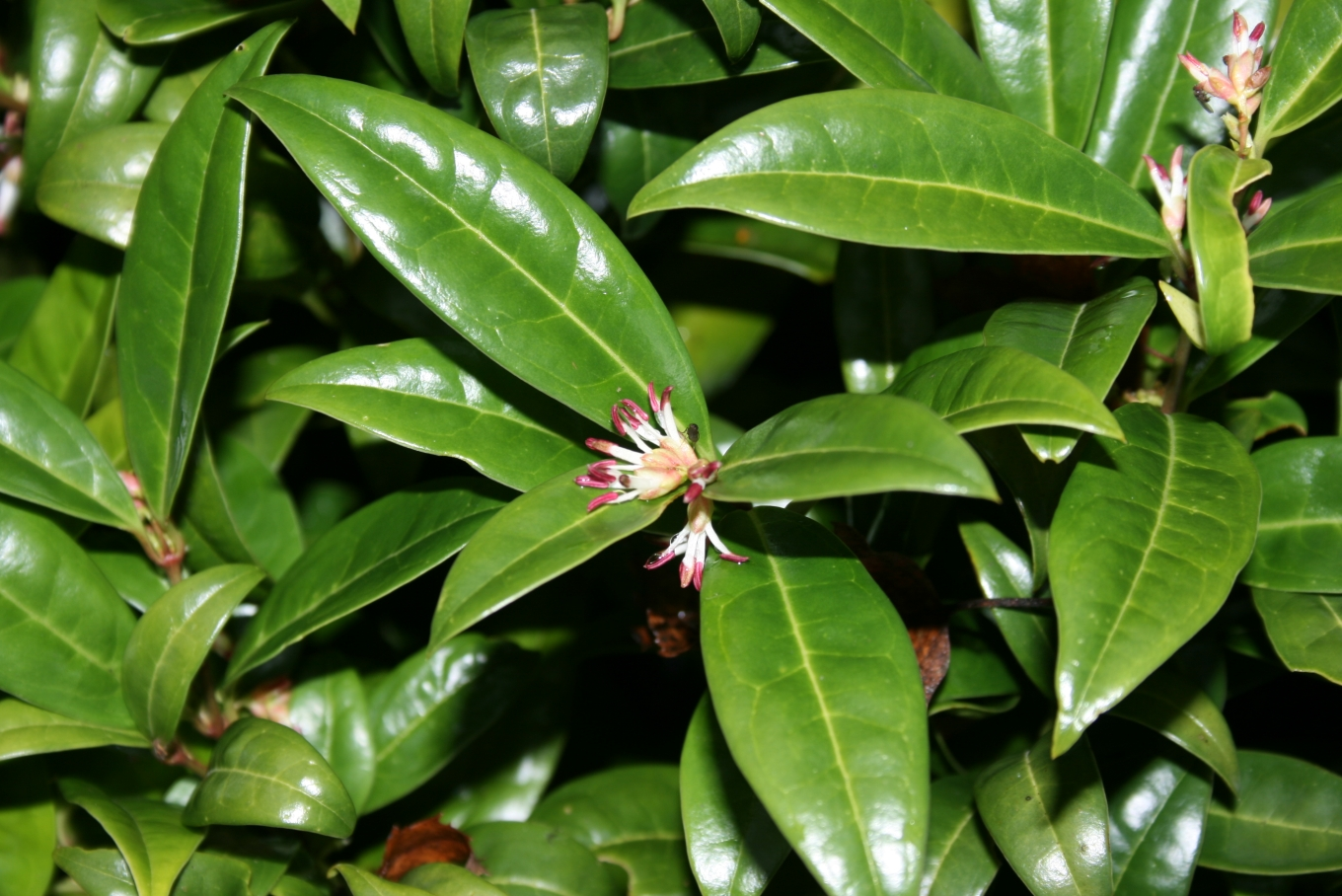